# Atalissa
Atalissa – miasto w Stanach Zjednoczonych, w stanie Iowa, w hrabstwie Muscatine.

## Demografia
W 2000 liczyło 283 mieszkańców. W 2023 liczba mieszkańców nieznacznie wzrosła do 287 osób, a gęstość zaludnienia przekroczyła 956 osób/km².